# Dummer (New Hampshire)
Pour les articles homonymes, voir Dummer.
Dummer est une municipalité américaine située dans le comté de Coös au New Hampshire. Selon le recensement de 2010, sa population est de 304 habitants.

## Géographie
La municipalité s'étend sur 49,44 milles carrés (128,05 km2), dont 1,20 milles carrés (3,11 km2) d'étendues d'eau.

## Histoire
La localité est fondée en 1773 et nommée en l'honneur du lieutenant-gouverneur du Vermont et gouverneur du Massachusetts William Dummer (en). Elle devient une municipalité en 1848.